# Marco Di Costanzo (calciatore)
Marco Di Costanzo (Napoli, 30 ottobre 1973) è un ex calciatore italiano, di ruolo attaccante.

## Biografia
Nato a Napoli, dopo il terremoto in Irpinia la famiglia si trasferisce a Nizza all'età di 7 anni.

## Carriera
Trasferitosi giovanissimo in Francia, cresce calcisticamente nel Nizza, città ove risiede. 
Si mette in mostra nelle giovanili e debutta in prima squadra nella stagione 1993-94, anno in cui il club viene promosso in D1. La stagione seguente (1994-1995) gioca 10 partite nella massima serie francese, a cui si aggiungeranno le 8 con il Rennes nel 1997-1998: il suo debutto è il 7 agosto 1997 in Rennes-Lione 0-3.
Nel 1995 torna in Italia, alla Reggiana in Serie B, anno in cui il club granata torna nella massima serie con Carlo Ancelotti in panchina. Tuttavia viene ceduto alla US Triestina in Serie C2. 
Torna quindi in Francia, al Rennes, poi va a giocare in Israele in prestito per un anno.
Dal 2000 gioca e segna nelle serie dilettantistiche francesi nelle file del Cagnes, squadra della città di Cagnes-sur-Mer, militando tra D5 e D6 e condividendo l'ultimo anno con l'ex giocatore del Lecce Jean-Pierre Cyprien.
Chiude la carriera a 39 anni nel JS Saint-Jean Beaulieu.